# Störkraft
Störkraft war eine 1985 gegründete Rechtsrock-Band. Anfang der 1990er wurde sie durch Medienberichte die wohl bekannteste Band dieses Spektrums. Sie hat sich Mitte der 1990er Jahre aufgelöst.

## Stil
Die Texte der Band sind „unmissverständlich fremdenfeindlich“ und rufen zum Widerstand gegen „Linke“ auf, die ohne klare Abgrenzung als „rote Flut“ bezeichnet werden. „Von eindeutig rechtsextremen Texten“ könne in Bezug auf Linke zumeist nicht gesprochen werden. Wie bei vielen Rechtsrock-Bands stehen damit „Ausländer“ und „Linke“ („Zecken“) auch bei Störkraft im Mittelpunkt der textlichen Angriffe.
Stilistisch wird die Musik meist dem Rechtsrock zugeordnet. Der Sound von Störkraft hebt sich vor allem durch zwei Merkmale von ähnlichen Bands ab: die prägnante Stimme des Sängers sowie kurze melancholisch klingende Gitarrensoli mit viel Hall.

## Erfolge
Die Band wurde ab Oktober 1992 bundesweit bekannt, als sie in mehreren Magazinen von öffentlich-rechtlichen und privaten Fernsehsendern auftrat: zum Beispiel Einspruch (Sat.1), Spiegel TV (RTL), Akut (Sat.1), Report (ARD) und Frontal (ZDF). Hinzu kamen zu jener Zeit zahlreiche Zeitungsberichte über Rechtsrock und die Band Störkraft im Besonderen. Der Spiegel führte ein großes Exklusiv-Interview mit der Gruppe.
Der Hintergrund war eine Kampagne des Berliner Jugendsenators Thomas Krüger (SPD), der auf einer Pressekonferenz die Indizierung und strafrechtliche Verfolgung einiger Rechtsrock-Produktionen, vor allem von Störkraft, gefordert hatte. Daraufhin wurden deren Kassetten und Texte an Journalisten verteilt. 
Klaus Farin, ehemaliger Leiter des Berliner Archivs der Jugendkulturen und Autor einiger Sachbücher und Filme über Neonazis und ihre Musik, urteilte darüber:

„Eine drittklassige Amateurrockband, die zuvor in Schulklassen und Jugendclubs nahezu unbekannt war, brachte es so innerhalb weniger Wochen zu Auftritten in mindestens drei großen Talkshows, durfte Hunderte von Zeitungsspalten bevölkern und ein Dutzend TV-Magazinbeiträge bebildern, bis nun wirklich jeder 14-Jährige in diesem Land begriffen hatte, dass er sich unbedingt eine Platte dieser ‚ultraharten‘ Band besorgen musste, wollte er nicht völlig out sein.“

Die Band wurde in dem am 10. September 1993 veröffentlichten Anti-Neonazi-Lied Schrei nach Liebe von Die Ärzte erwähnt, in dem eine Zeile lautet: „Zwischen Störkraft und den Onkelz steht ’ne Kuschelrock-LP“.
Tatsächlich sorgte diese Medienpräsenz für Verkaufszahlen von über 70.000 CDs von Störkraft und machte sie damit zur erfolgreichsten Rechtsrock-Band Deutschlands. Das Management der Band übernahm der Düsseldorfer Unternehmer Torsten Lemmer, der bereits eine Reihe weiterer Rechtsrock-Bands betreute. Die Tonträger wurden von nun an über den neonazistischen Zeitungs- und Musikverlag Rock Nord vertrieben.
Anfang der 1990er Jahre versuchte sich die Band mit der Single Mordbrenner – Ihr gehört nicht zu uns! von ihrem Neonazi-Image zu lösen. Mit dem Lied Mörder ohne Reue (ein Cover des Stücks Brighton Bomb der betont antirassistischen englischen Punk-Gruppe Angelic Upstarts) distanzierten sie sich von neonazistischen Skinheads, die auch vor dem Verüben von Brandanschlägen gegen Ausländer nicht zurückschrecken. Das Lied sollte ursprünglich in das Repertoire des kurzlebigen Projekts Ruhrpott Rejects, das Volker Grüner zusammen mit Stefan Spiller (heute Sänger der Oi!-Band Emscherkurve 77 und zuvor bei einer neonazistischen Gruppe namens Voll Die Guten) unterhielt, aufgenommen werden, dieses Vorhaben verlief jedoch im Sande. Laut Aussage von Volker Grüner war der Text dieses Liedes für ihn eine „Herzensangelegenheit“, die Gruppe war sich allerdings bewusst, dass es im Rahmen eines „Strafverfahrens“ „gut passt“, dieses Lied unter dem Namen Störkraft zu veröffentlichen.

## Auflösung
Die Band Störkraft hat sich Mitte der 1990er aufgelöst. Bandmanager Torsten Lemmer stieg innerhalb eines von Christoph Schlingensief geleiteten Aussteigerprojekts 2001 aus der Neonazi-Szene aus und veröffentlichte später ein Buch über seinen Ausstieg.
Der ehemalige Gitarrist Volker Grüner spielte ab 1997 bei der Band 4 Promille, die unpolitischen Oi! machte und sich in Interviews und auf ihrer Homepage explizit gegen Rechtsradikalismus abgrenzte (u. a. coverten 4 Promille das Stück Watch Your Back der englischen Oi!-Band Cock Sparrer, in dessen Text sich gegen die Ausnutzung der Arbeiterklasse von linken wie rechten Extremisten ausgesprochen wird).
Der gelernte Schweißer Stefan Rasche war von 1993 an als Sänger bei der Düsseldorfer Neonazi-Combo "Starkstrom" aktiv, die bis 1996 zwei CDs veröffentlichte und auf mehreren Skinhead-Konzerten auftrat. Er distanzierte sich später von der rechten Szene und ist seit 2010 Betriebsrat bei der Rheinbahn. Seine Berufung in ein Förderprojekt der Oper Düsseldorf sorgte 2013 für eine Kontroverse.

## Veröffentlichungen

### Studioalben
- 1989: Dreckig, kahl und hundsgemein (indiziert[8] und beschlagnahmt[9])
- 1990: Mann für Mann (indiziert[10] und beschlagnahmt[11])
- 1996: Wikinger

### Sonstige
- 1991: Parole Spaß (Single, Kollaboration der Gruppen Störkraft, Noie Werte und Endstufe als Störstufe, von 1993[12] bis 2018 indiziert[13])
- 1991: Live 1991 (Livealbum, indiziert[14])
- 1993: Mordbrenner – Ihr gehört nicht zu uns! (Maxi-CD)
- 1993: Unter Froinden (Kompilation, indiziert[15])
- 1996: Das waren noch Zeiten (Livealbum, indiziert[16] und beschlagnahmt[17])
- 1996: Konzert für Froinde (Livealbum, indiziert[18])
- 2000: Wir sind die Kraft (Kompilation, indiziert[19])
- ????: The Best of Störkraft (Kompilation, indiziert[20])